# Ionel Iuga
Ionel Iuga (n. 5 decembrie 1954, Brăila, România) este un fost fotbalist, actualmente consilier tehnic în cadrul echipei CF Brăila. Ca fotbalist, și-a petrecut mare parte din carieră la echipa Progresul Brăila, de asemenea a evoluat în Cupa UEFA cu echipa FC Politehnica Timișoara.

## Date personale
Ionel Iuga s-a născut pe 5 decembrie 1954, la Brăila. Și-a făcut junioratul la Progresul Brăila, între 1970-1973, arătându-și talentul deosebit și determinarea pe teren, astfel debutează la echipa de seniori la vârsta de 16 ani, în Divizia B, într-un meci Progresul Brăila - Șantierul Naval Oltenița.

## Cariera de jucător
A fost internațional de juniori al României. A evoluat în Turneul UEFA Spania 1972 și Italia 1973.
Iuga a evoluat la clubul Progresul Brăila timp de 5 sezoane până în anul 1975, fiind folosit datorită inteligenței și înțelegerii jocului pe postul de mijlocaș central. 
Între sezoanele 1975-1977, Ionel Iugă este legitimat la CIL Sighetul Marmației, transfer forțat de efectuarea stagiului militar obligatoriu. În această perioadă Ionel Iuga are evoluții bune, atrage interesul echipelor din Divizia A iar în vara anului 1977 semnează cu FC Politehnica Timișoara. 
La Poli Timișoara evoluează timp de 3 sezoane, până în anul 1980, evoluează pentru echipă bănățeană în Cupa UEFA, contribuind la victoria Politehnicii contra echipei Honved Budapesta din anul 1978.
Ionel Iuga alege în anul 1980 să revină la Progresul Brăila, unde va evolua până la finalul carierei de fotbalist în anul 1985.

## Cariera de antrenor
Ca antrenor, a pregătit Dacia Unirea Brăila, cu care a obținut promovarea în anul 1989 din postura de antrenor secund.
A fost antrenor principal la:
- Dacia Unirea Brăila în perioada 1994-1998, 2004-2005 și 2006-2007.
- Petrolul Brăila în perioada 1998-2000
- Foresta Fălticeni în perioada 2000-2002
- Viitorul Însurăței în sezonul 2008-2009[2]